# Altium Designer
Altium Designer (bis 2005 unter dem Namen Protel vertrieben) ist ein EDA-Programm der Firma Altium Limited zur Entwicklung von Leiterplatten (Printed Circuit Board) in der Elektronik.

## Geschichte
Der Altium Designer wurde ursprünglich im Jahr 2005 von Altium, damals noch unter dem Namen Protel Systems Pty Ltd laufend, auf den Markt gebracht. Seine Wurzeln reichen bis ins Jahr 1985 zurück, als das Unternehmen das DOS-basierte PCB-Design-Tool Protel PCB auf den Markt bringt (aus dem später Autotrax und Easytrax hervorgehen). Ursprünglich fand der Vertrieb nur in Australien statt. Seit 1986 wird Protel PCB international von HST Technology vertrieben. In den USA, Kanada und Mexiko wird das Produkt ab 1986 von der in San Diego ansässigen ACCEL Technologies, Inc. unter dem Namen Tango PCB vermarktet. 1987 bringt Protel dann den Schaltplänen Protel Schematic für DOS heraus.
Im Jahr 1991 veröffentlicht Protel den Advanced Schematic und Advanced PCB 1.0 für Windows (1991–1993), gefolgt vom Advanced Schematic/PCB 2.x (1993–1995) und 3.x (1995–1998). Mit Protel 98 (1998) werden dann alle Komponenten, einschließlich Advanced Schematic und Advanced PCB, innerhalb einer einzigen Umgebung zusammengefasst. Mit Protel 99 wird 1999 die erste integrierte 3D-Visualisierung der PCB-Baugruppe eingeführt. Es folgen Protel 99 SE (2000), Protel DXP (2003), Protel 2004 (2004) und im Jahr 2005 der Altium Designer 6.0. Die Version 6.8 des Altium Designers aus dem Jahr 2007 ist die erste, die eine 3D-Visualisierung und Freigabeprüfung von Leiterplatten direkt innerhalb eines PCB-Editors anbietet.

### P-CAD
Im Jahr 2000 wurde die Firma Accel Technologies aus San Diego, Kalifornien mit ihrem Programm P-CAD von Altium übernommen. P-CAD hatte eine ähnliche Funktionalität wie Protel, der Gedanke war, das beste aus beiden Tools zu vereinen. 2000 war der Verkaufsstart von P-CAD, 2006 wurde es zugunsten von Altium Designer eingestellt. Für die Migration von P-CAD zu Altium steht ein Importassistent zur Verfügung.
Die Importfunktion arbeitet bei alten PCAD-Daten nur unzuverlässig. Beim Versuch, eine Leiterplatte zu importieren, kann Altium abstürzen oder (z. B. bei Kupferflächen) Eigenschaften falsch übernehmen.

## Funktionen
Die Altium Designer Suite umfasst vier Hauptfunktionsbereiche, darunter die Erstellung von Schaltplänen, 3D PCB-Design, FPGA-Entwicklung (Field-Programmable Gate Array) und Freigabe-/Datenmanagement. Die Suite lässt sich innerhalb verschiedener Bauteil-Distributoren integrieren, um Zugang zu Herstellerdaten zu erhalten. Außerdem erlaubt sie die interaktive 3D-Bearbeitung von Leiterplatten sowie den MCAD-Export nach STEP.
Der Altium Designer unterstützt den Im- sowie Export verschiedener PCB- und CAD data exchange Dateiformate, wie nicht-proprietäre KiCad-Dateien. Die nativen Dateiformate des Tools sind *.schDoc und *.PcbDoc. Darüber hinaus ist der Altium Designer in der Lage auch AutoCAD *.dwg/*.dxf und ISO STEP Dateiformate zu im- und exportieren.
Konkret bietet die Software Module für folgende Aufgaben:
- Schaltplan-Erfassung[15]
- Leiterplatten-Layout
- FPGA-Programmierung (wird seit Altium 17 nicht mehr unterstützt)
- Embedded Software (wird seit Altium 17 nicht mehr unterstützt)
- Schaltungssimulation
- CAM (Computer Aided Manufacturing)
- Technische Zeichnungen erstellen (Draftsman ist seit Altium 16.1 als kostenlose Extension verfügbar)

## Verbreitung
Altium wird nach wie vor in einigen Abteilungen der Firmen Bosch, Intel, Philips, Siemens und anderen eingesetzt und hat zahlreiche Auszeichnungen in verschiedenen Ländern erhalten. Die Main-Software der genannten Firmen ist jedoch Cadence, Mentor und Pulsonix.